# Titularbistum Natchesium
Titularbistum Natchez ist ein römisch-katholisches Titularbistum und nennt sich in lateinischer Sprache Natchesium.
Das Bistum, in den USA gelegen, wurde am 28. Juli 1837 aus dem Gebiet des Apostolischen Vikariates Mississippi begründet. Es gehörte der Kirchenprovinz New Orleans an und war 46.340 Quadratmeilen groß. Am 18. Dezember 1956 wurde es durch das Bistum Natchez-Jackson ersetzt, welches sich seit dem 1. März 1977 lediglich noch Jackson nennt.
| Titularbischöfe von Natchez |                             |                                                          |                   |                   |
| Nr.                         | Name                        | Amt                                                      | von               | bis               |
| 1                           | Daniel William Kucera OSB   | Weihbischof in Joliet in Illinois (USA)                  | 6. Juni 1977      | 5. März 1980      |
| 2                           | William Henry Bullock       | Weihbischof in Saint Paul and Minneapolis (USA)          | 3. Juni 1980      | 10. Februar 1987  |
| 3                           | John Gavin Nolan            | Weihbischof im US-amerikanischen Militärordinariat (USA) | 12. Dezember 1987 | 19. November 1997 |
| 4                           | Timothy Michael Dolan       | Weihbischof in Saint Louis (USA)                         | 19. Juni 2001     | 25. Juni 2002     |
| 5                           | Salvatore Joseph Cordileone | Weihbischof in San Diego (USA)                           | 5. Juli 2002      | 23. März 2009     |
| 6                           | Eduardo Alanis Nevares      | Weihbischof in Phoenix (USA)                             | 11. Mai 2010      |                   |